# István Turai
István Turai (Budapest, 31 maggio 1925 – 30 settembre 2007) è stato un calciatore ungherese, di ruolo portiere.

## Carriera

### Club
Ha sempre giocato nel campionato ungherese.

### Nazionale
Ha giocato la sua unica partita con la maglia della nazionale nel 1949.